# Bernard Henner (junior)
Bernard (Berl) Henner (ur. 8 stycznia 1866 w Przemyślu, zm. 13 października 1913 we Lwowie) – fotograf działający w Przemyślu, Jarosławiu, Krakowie i Lwowie.
Syn Minci (Miny) (zm. 1913) i Bernarda (Barucha) Hennera (1843-1926), brat Jakóba (Jeremiasza). Razem z bratem uczył się fotografii w atelier ojca. W 1890 r. przeniósł się do Jarosławia. Początkowo pracował w filii zakładu ojca, a następnie otworzył własne atelier. Około 1905-1906 sprzedał wszystkie dobra w Jarosławiu i przeprowadził się do Krakowa, gdzie otworzył zakład „Maria” przy ul. Szewskiej 27. W Krakowie prowadził ożywione kontakty z miejscowym środowiskiem fotograficznym, wyjeżdżał również zagranicę. Następnie przeniósł się do Lwowa, gdzie w 1910 r. przy ul. Koralnickiej 4 (obecnie A. Wołoszyna) otworzył swój ostatni zakład fotograficzny, po jego śmierci (tj. od 1913 r.) prowadzony przez Marcina Jaegera. 
Od 1891 r. żonaty z Louisą (Ludwiką) Luster z Wiednia; mieli dwóch synów: Gabriela Tadeusza (1893-1949) i Feliksa (1898-1976). Na łożu śmierci przeszedł z judaizmu na katolicyzm; jego synowie dokonali konwersji wcześniej, w czasie pobytu w Krakowie. Pochowany w rodzinnym grobowcu na Cmentarzu Starofarnym w Bydgoszczy, dokąd jego ciało w 1920 r. sprowadził syn Gabriel Tadeusz.